# 馬里博爾車站
馬里博爾車站是位於斯洛文尼亞第二大城市馬里博爾的鐵路車站，由斯洛維尼亞鐵路營運，啟用於1844年。